# Wormaldia moesta
Wormaldia moesta là một loài Trichoptera trong họ Philopotamidae. Chúng phân bố ở miền Tân bắc.